# Meloboris alopha
Meloboris alopha är en stekelart som först beskrevs av Henry Keith Townes, Jr. 1970.  Meloboris alopha ingår i släktet Meloboris och familjen brokparasitsteklar. Inga underarter finns listade i Catalogue of Life.